# Eunephrops manningi
Eunephrops manningi is een kreeftensoort uit de familie van de Nephropidae. De wetenschappelijke naam van de soort is voor het eerst geldig gepubliceerd in 1974 door Holthuis.